# Са Траја (Каљари)
Са Траја је насеље у Италији у округу Каљари, региону Сардинија.
Према процени из 2011. у насељу је живело 30 становника. Насеље се налази на надморској висини од 12 м.